# Armand Marsik
Armand Marsik   (Lieja, 20 de setembre de 1877 - La Louvière, 30 d'abril de 1959) va ser un violinista, compositor i director d'orquestra belga.
Igual que el seu pare Louis Marsick (1843-1901) i el seu oncle Martin Marsick, Armand Marsick va aprendre primer el violí, va ser alumne de Désiré Heynberg (1831-1897). Va estudiar al Conservatori de Liège amb Sylvain Dupuis i Jean-Théodore Radoux. El 1897 anà a Nancy, on esdevingué el primer violinista del teatre i l'orquestra del conservatori i prengué lliçons de composició amb Guy Ropartz. A més de la seva carrera com a virtuós de violí, va completar la seva formació compositiva a París, sota la influència del compositor César Franck, Vincent d'Indy i Gabriel Pierné. Allà es va convertir en director de concerts dels Concerts de Colonne i primer violinista de l'Opera-Comique.
El 1908 es traslladà a Atenes, on esdevingué professor de composició i director d'orquestra al Conservatori d'Atenes. A causa de la guerra greco-turca, Marsick va abandonar Grècia i es va dirigir a Bilbao, on va viure fins al 1927. Allà es va convertir en el primer director del conservatori de nova fundació el 1922 i va fundar l'orquestra simfònica. El 1927 va tornar a Lieja i va treballar fins a la seva jubilació el 1942 al Reial Conservatori com a professor d'harmonia. Va fundar l '"Association des concerts populairees liégeois", que va supervisar fins al 1939.
El seu fill Paul-Louis Marsick (1916-1969) fou musicòleg, violoncel·lista i professor d'harmonia al Conservatori Reial de Mons.

## Obra
- 3 concerts per a violí (perdut)
- Pensee Religieuse, 1894
- Adagio Pathétique per a violí i orquestra, 1895
- A la science, Cantate à deux voix pour filles et garçons, 1896
- Sonata per a violí i piano, anys 1900
- Stèle Funéraire, 1902
- Scènes de montagnes, 1902
- La Jane, drama líric, 1903
- Improvisation et Final per a violoncel i orquestra, 1904
- Ismaïl (Marsik), òpera, 1906
- La Source, 1908
- Chanson de Cybélia per a mezzo-soprano i orquestra, 1908
- Poème Nuptial, 1910
- Taula Grecs, 1912
- Quatre pièces per a piano, 1912
- Lara (Marsik), òpera, 1914
- L'anneau Nuptial, drama líric, 1915-24
- Cadence et Danse Orientale, 1929
- Tableaux de voyage, 1937
- Loustics en fête, 1939
- Quatuor pour cors, 1950
- Trois morceaux symphoniques, 1950.